# Добрэ (лунный кратер)
Кратер Добрэ (лат. Daubrée) — маленький ударный кратер на северо-восточной границе Озера Зимы на видимой стороне Луны. Название присвоено в честь французского геолога и спелеолога Габриэля Огюста Добрэ (1814—1896) и утверждено Международным астрономическим союзом в 1973 г. 

## Описание кратера

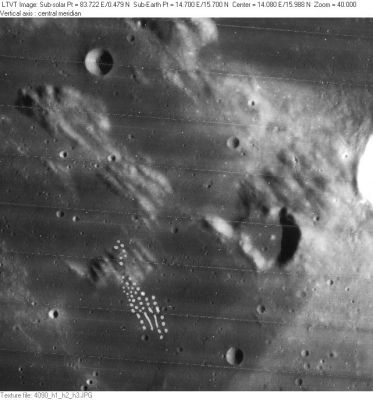
Кратер Добрэ на снимке зонда Lunar Orbiter - IV.

Ближайшими соседями кратера являются кратер Сульпиций Галл на северо-западе, кратер Менелай на северо-востоке и кратер Ауверс на востоке-юге-востоке. Кратер располагается в пределах массива Гемских гор, на севере от него лежит Море Ясности, на юго-востоке Залив Славы, на юго-западе (за Озером Зимы) – Озеро Нежности. Селенографические координаты центра кратера 15°44′ ю. ш. 14°45′ в. д. / 15,73° ю. ш. 14,75° в. д., диаметр 14,7 км, глубина 1,59 км.
Кратер значительно поврежден, северо-западная часть вала полностью разрушена, что придает кратеру форму подковы. Южная часть вала имеет небольшой разрыв, восточная часть прилегает к предгорьям Гемских гор. Высота вала над окружающей местностью достигает 520 м. Дно чаши кратера ровное, без приметных структур, заполнено базальтовой лавой через проход в северо-западной части.
До получения собственного наименования в 1973 г. кратер имел обозначение Менелай S (в системе обозначений так называемых сателлитных кратеров, расположенных в окрестностях кратера, имеющего собственное наименование).

## Сателлитные кратеры
Отсутствуют.